# Harmincéves háború
A(z első) harmincéves háború az egyik leghosszabb és legpusztítóbb háborúk sorozata volt az európai történelem során, ami 1618 és 1648 között zajlott. Elsősorban Közép-Európára és a Habsburg koronatartományokra terjedt ki, becslések szerint 8–11 millió közé tehető a katonai és civil áldozatok száma, akik csatákban, valamint éhínség vagy betegségek következtében vesztették életüket. A háború hatására egyes német területeken 50–70%-kal is visszaesett a népesség aránya, valamint jelentősen átalakult Európa politikai és vallási arculata.
Korábban kizárólag vallásháborúként tekintettek a harmincéves háborúra, ami a 16. században indult reformáció következtében alakult ki a protestánsok és a katolikusok között. Bár az 1555-ös augsburgi béke a Német-római Birodalomban viszonylagos vallásibékét teremtett, a következő időszakban a protestantizmus terjedése destabilizálta a régiót. A modern történetírás elfogadja, hogy a harmincéves háború kirobbanásában a vallással és a birodalmi kormányzással szembeni ellenérzések fontos tényezők voltak, ám jelentősebb szerepet látnak az európai hegemóniáért vívott versengésben, ami az Ausztriát és Spanyolországot uraló Habsburg-, valamint a Franciaországot vezető Bourbon-házak között zajlott.
A háború kezdetének az 1618-as prágai defenesztrációt tekintjük, amikor is a katolikus II. Ferdinánd császár (egyben magyar és cseh király) helyére a Protestáns Uniót vezető V. Frigyes pfalzi választófejedelem lépett a Cseh Királyságban. Bár a cseh felkelést 1620-ra a birodalmi császári erők leverték, a konfliktus azonban átterjedt Pfalzra, valamint 1624-re kiújította a háborúskodást a spanyolok és hollandok között. A háborút záró vesztfáliai békeszerződés tekinthető a modern, az európai hatalmi egyensúlyra törekvő diplomácia születésének.
A harmincéves háborúval párhuzamosan zajló nagyobb katonai konfliktusok közé tartozik a németalföldi szabadságharc, a mantovai örökösödési háború, a francia–spanyol háború, valamint a holland–portugál és a portugál restaurációs háború is. A 20. század előtt ennél nagyobb pusztítással később csak a napóleoni háborúk jártak. Mivel az első és második világháború közti időszakot gyakran nevezik „második harmincéves háborúnak”, így az 1618–48 között zajló konfliktussorozatot első harmincéves háború névvel is illetik.

## A háború előzményei

### A háború kitörésének politikai okai
A háború kirobbanásához jelentősen hozzájárult az abszolutizmus bevezetésére törekvő Habsburg-dinasztia és a rendek ellentéte. A Habsburgok pozícióját és a rendek érdekérvényesítő képességét mi sem mutatta jobban, mint a tizenöt éves háború alatti és azt követő rendi megmozdulások az örökös tartományokban, a magyarországi 1604–1606-os Bocskai-felkelés, illetve II. Rudolf császár 1608-as erőszakos lemondatása. További problémát okozott a Habsburgoknak, hogy számos országuk rendjei szövetségre, konföderációra léphettek egymással, mint azt 1608-ban a magyar, a felső- és alsó-ausztriai, valamint a morva rendek tették, s nem véletlenül merült fel 1618–1621 között egy magyar-cseh rendi együttműködés terve. A Habsburg Birodalmat sebezhetővé tette, hogy a rendektől függött az adómegajánlás (miközben a bécsi kincstár a 16–17. század fordulóján évente több millió rajnai forint adósságot halmozott fel).
A fentieken kívül a Német-római Birodalom a mantovai örökösödés miatt 1617-ben Franciaországgal is szembekerült. A vallásháborúk lezárultával és a királyi hatalom megszilárdulásával a franciák nagyobb katonai és gazdasági erő mozgósítására lettek képesek, emellett céljuk továbbra is a Habsburgok meggyengítése volt. A franciák 16. századi kapcsolataikhoz híven a protestáns német fejedelmekkel és a törökökkel hoztak létre szövetséget, politikájuk vezérfonalává az államérdeket téve. Felmerült, hogy IV. Henrik királyt csak 1610-es meggyilkolása akadályozta meg németországi hadjáratában.

### Vallási okok
A Német-Római Birodalom területén a protestánsok 1608-ban létrehozták a Protestáns Uniót, válaszul 1609-ben megalakult a Katolikus Liga, melyből ugyanakkor kihagyták a Habsburg uralkodót. További ellentétekre adott okot, hogy a református felekezet nem részesült az ágostai hitvalláshoz hasonló elismerésben, másfelől a katolikus választófejedelmek is ellenezték a Habsburgok túlzott megerősödését.
A Habsburg Birodalomban a reformáció előretörése a 16. század végén–17. század elején jelentősen megtorpant, amiben közrejátszott az is, hogy a török-tatár csapatok és Bocskai protestáns hajdúi osztrák és morva területeket pusztítottak. A cseh korona országain belül – egyes vélemények szerint a 15. századi huszita tradíciók miatt – az örökös tartományokban tapasztaltabbaknál jóval erősebb volt a protestantizmus.
Szemben néhány korábbi Habsburggal – mint a lutheránusok iránt toleranciát mutató II. Miksa vagy a vallási konfliktusok elsimításában érdekelt Habsburg Mátyás – II. Ferdinánd Rudolfhoz hasonlóan az erőszakos rekatolizálás híve volt. Ferdinánd 1619-es császárrá választása elképzelhetetlen lett volna a német-római birodalmi gyűlés támogatása nélkül, azonban a megkoronázása után sem hagyott fel katolizáló terveivel, és a már hagyományosan protestánsnak mondható Csehországban, Magyarországon és a Német-római Birodalom egyes területein politikája miatt egyre puskaporosabb lett a hangulat.

## Cseh-pfalzi szakasz (1618–1623)

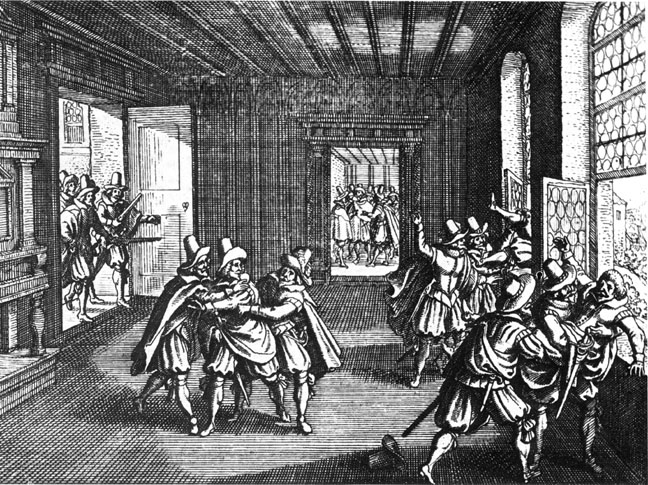
Az 1618-as prágai defenesztráció.

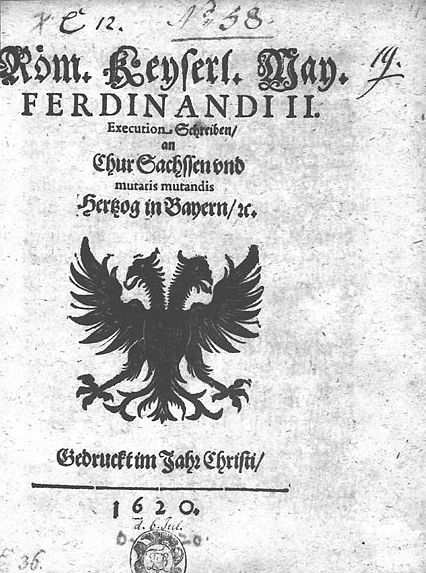
II. Ferdinánd császár 1620-ban kiadott parancsa (Exekutionsschreiben) a cseh felkelés leverésére I. János György szász választófejedelem és I. Miksa bajor herceg számára.

A háború hadi konfliktusai Prágában kezdődtek 1618-ban, amikor Thurn gróf vezetésével a cseh rendek fellázadtak II. Ferdinánd protestánsellenes politikája miatt és három császári tanácsost kihajítottak a prágai vár ablakán (második defenesztráció). Prágában a rendek harminc tagú tanácsot hoztak létre, melynek fő feladatai közé tartozott az új alkotmány kidolgozása, az új király megválasztása, valamint az országnak a császárral szembeni megvédelmezése. Ezt követően meghívták a cseh trónra a Protestáns Unió egyik tagját, V. Frigyes pfalzi választófejedelmet. Ahhoz, hogy a háború valóban európai méreteket öltsön, nem is kellett más, mint hogy Hollandia szövetséget kössön Pfalzi Frigyessel, és megtámadja 1621-ben Spanyol Németalföldet; valamint hogy Bethlen Gábor erdélyi fejedelem több hadjárattal is gyengítse a Habsburgok magyar és cseh állásait.
A cseh, morva és sziléziai rendekhez rövid ideig Felső- és Alsó-Ausztria protestáns rendjei is csatlakoztak, így az előrenyomuló cseh erők közvetlenül Bécset fenyegették. Ferdinánd szerencséjére azonban a Habsburg-ellenes erők nem hangolták össze a hadműveleteiket, apósa, I. Jakab angol király nem sorakozott fel Frigyes mögött, a Protestáns Unió csak pfalzi birtokainak megvédését volt hajlandó biztosítani, a cseh trónját nem, az oszmánok pedig Vác átadásához kötötték Bethlen támogatását, egyébként nem támogatták a fejedelem országegyesítő terveit. Ferdinánd zsoldosok toborzásába kezdett, valamint 1619-ben szövetséget kötött I. Miksa bajor herceggel és Spanyolországgal. Mindkét országhoz családi kapcsolatok fűzték, így nem volt nehéz megállapodnia velük. Maga mellett tudhatta a Katolikus Liga teljes haderejét, amelyet akkoriban Tilly gróf vezetett.
A Katolikus Liga és a császári hadsereg rendet tett Felső-, illetve Alsó-Ausztriában, majd a két haderő egyesült és Csehországba vonult, csatlakozott a már jelenlévő olasz zsoldoscsapatokhoz, majd Prága alá vonult. A cseh, morva és sziléziai rendek német és magyar zsoldosokkal megerősített erőit 1620. november 8-án a fehérhegyi csatában a Tilly vezette császári csapatok tönkreverték. A Protestáns unió ezzel felbomlott, V. Frigyes elmenekült Csehországból, azonban a háborúnak nem lett vége, hiszen a nyugati fronton, a Frigyes pfalzi területein még folytak a csaták.
Ugyanebben az évben, párhuzamosan a csehországi történésekkel, a spanyol csapatok megtámadták Alsó-Pfalzot, majd 1621-re Felső-Pfalz idegen, bajor kézre került. 1622-ben az utolsó jelentős pfalzi város is spanyol kézre került, egy évvel később, a stadtlohni csatában pedig Tilly gróf V. Frigyes utolsó haderejét is megsemmisítette. Felső-Pfalzot 1623-ban II. Ferdinánd császár szövetségesének, I. Miksa bajor hercegnek adományozta, és egyúttal a Rajnai Palotagrófság helyett a Bajor Hercegséget tette választófejedelemséggé.
A háború lassan elült, és Csehországnak bele kellett nyugodnia, hogy az örökös tartományok sorába süllyed, elveszti önállóságát, és Ferdinánd persze gondoskodott a megfelelő ellenreformációról is. Az egyetlen olyan ország, amellyel Ferdinánd nem bírt el, Erdély maradt: a nikolsburgi békében Bethlen megerősítette az erdélyi rendek kiváltságait, és elkerülte az ellenreformációt is.

## Dán–holland szakasz (1624–1629)

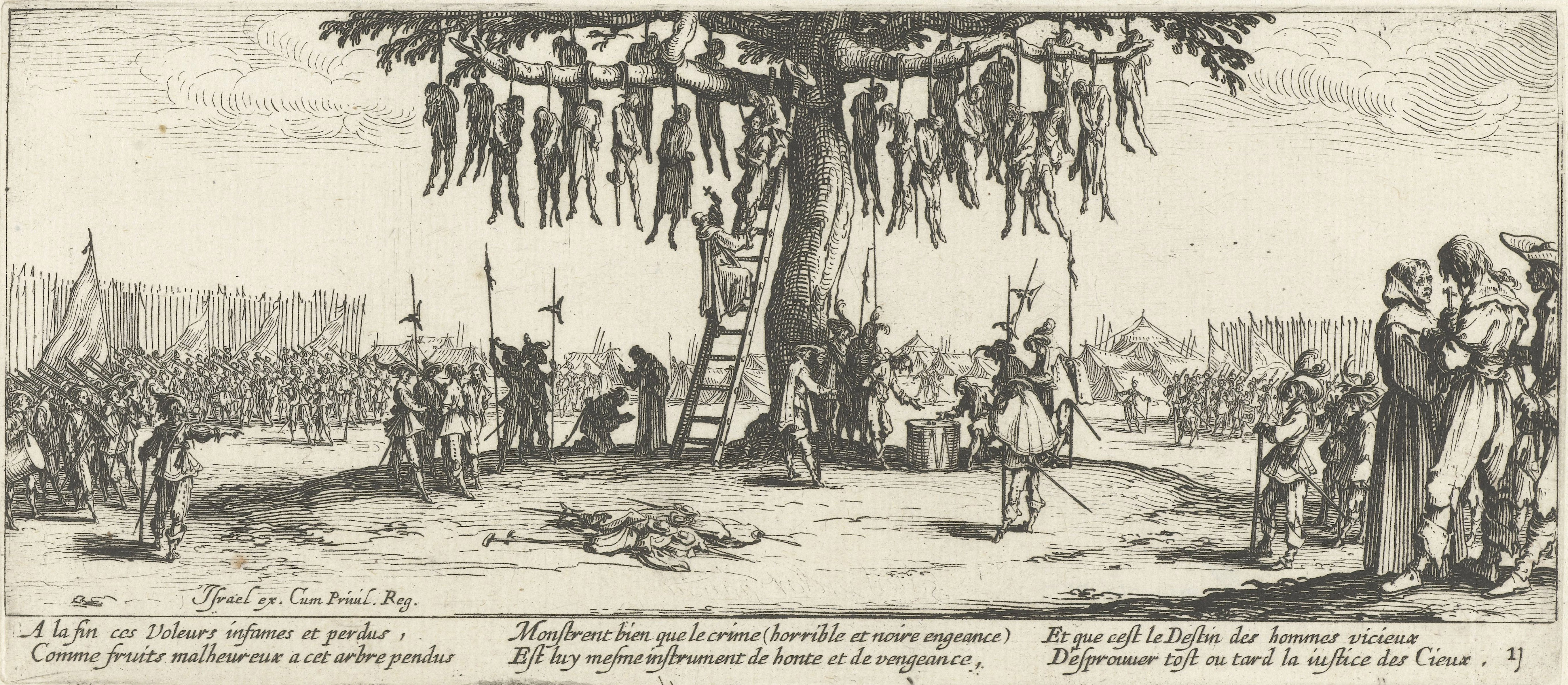
A háború nyomorúsága, Jacques Callot metszete

Az időközben német-római császárrá választott Ferdinánd nem örülhetett sokáig győzelmének. Európa nyugati részein még nem ért véget a holland–spanyol konfliktus, ráadásul Dánia is – protestáns királyság lévén – féltette érdekeit, valamint IV. Keresztély király vissza akarta szerezni birodalma régi dicsőségét. (A Német-római Császárság ügyeibe való beavatkozás jogalapját az jelentette, hogy IV. Keresztély egy Dániával határos német hercegség, Holstein birtokosa volt.) Így került sor 1625-ben a Dánia, Hollandia és Anglia közötti szövetség aláírására. 1626-ban ehhez a szövetséghez csatlakozott Bethlen Gábor erdélyi fejedelem is, és megindította II. Ferdinánd birodalmának keleti ostromát.
A császári csapatok élén ezúttal Albrecht von Wallenstein gróf állt, aki szerződést kötött a sereg nélküli – a spanyoloktól és a Katolikus Ligától függő – Ferdinánddal: a csehországi nagybirtokos a hadvezetés egyedüli irányításáért és megfelelő anyagi ellenszolgáltatásokért cserébe saját költségén toborzott és szerelt fel egy negyvenezer főnyi zsoldossereget. Wallenstein Dessau mellett, a Sziléziába vezető fő útvonalnál megverte az Ernst von Mansfeld vezette, 12 ezer fős protestáns haderőt, majd Mansfeld lerongyolódott seregét üldözve betört Magyarországra, ahol Bethlen Gábor hadaival farkasszemet nézett, de az erdélyi fejedelmet nem sikerült döntő csatára kényszerítenie. Bethlen hadjáratával elérte, amit akart: újabb engedményeket szerzett Erdély számára. Wallenstein IV. Keresztély csapatait véglegesen 1626-ban, a lutteri csatában győzte le, majd 1629-ben a lübecki béke aláírására kényszerítette Dániát.
A Habsburgok hatalmának megerősödését mutatta, hogy II. Ferdinánd császár Wallensteint hamarosan a Keleti- és az Északi-tenger tengernagyának nevezte ki. A nagy győzelem hatására II. Ferdinánd kiadta országaiban az Edictum Restitutionist (1629). Ez a visszaállítási rendelet azt mondta ki, hogy az augsburgi vallásbéke (1555) óta szerzett protestáns birtokokat vissza kell adni azok eredeti, katolikus tulajdonosainak, továbbá a rendelet kiadásától kezdve nemcsak a világi fejedelmek, hanem az egyházi méltóságok is visszaállíthatták birtokaikon a vallási egységet. Ez hatalmas ellenállást váltott ki az egész birodalomban, még a katolikus fejedelmek körében is. Hamarosan ez vált a következő évek háborús okává.

## Svéd szakasz (1630–1635)

A kora újkori Svédország a legnagyobb kiterjedése idején.

Az Edictum Restitutionis ellen leginkább Szászország és Vesztfália tiltakozott, és heves protestálásukban meg is találták megfelelő szövetségeseiket Svédország és Franciaország személyében. Franciaország hagyományos Habsburg-ellenes politikájához híven egyfelől anyagi támogatást nyújtott a német protestánsoknak, másfelől diplomáciájával 1629-ben békét teremtett a (Habsburgok potenciális szövetségesének számító) lengyelek és az őket támadó, a legtöbb lengyel és porosz kikötőt elfoglaló svédek között, így a svéd haderő a Habsburgok ellen fordulhatott. II. Gusztáv Adolf svéd király a protestánsok védelmének hathatós jelszavával és a kevésbé nagydobra vert svéd balti uralom megszilárdításának és kibővítésének reményében szállt partra 1630 nyarán Pomerániában.
Időközben II. Ferdinándot minden eddigi támogatója cserben hagyta az edictum miatt, így Ferdinándnak meg kellett válnia Wallensteintől. Azonban nem akadt több olyan császári hadvezér, aki képes lett volna feltartóztatni a Mecklenburgot elfoglaló svéd sereget, melyhez a szász (I. János György) és a brandenburgi választófejedelem (György Vilmos) is csatlakozott. 1631-ben a svéd és szász sereg vereséget mért Tilly csapataira a breitenfeldi csatában. Hamarosan elesett Mainz is, 1632-ben Gusztáv Adolf megtámadta Bajorországot, Prágát pedig átmenetileg szász csapatok szállták meg. A vereségek hatására Ferdinánd újból Wallensteint nevezte ki főparancsnoknak. A lützeni csatában (1632. november 16.) a svéd seregek a Wallenstein vezette császári erőket nagy veszteségek árán, de legyőzték. Ebben a csatában vesztette életét a svéd uralkodó, akit a csatákban ezentúl Axel Gustafsson Oxenstierna kancellár képviselt. 1633-ban az ő kezdeményezésével megalakult a protestáns német fejedelmek és Svédország részvételével a Heilbronni Liga. A sereg vezére Weimári Bernát lett. Oxenstierna és Weimari Bernát nem fértek össze, s ami ennél is fontosabb volt, a német fejedelmek a császár hatalmának megtörése után szívesen kötöttek volna békét, hogy a svédektől szabadulhassanak. Ugyanakkor a nagy hatalmú, a svédek által megszállt Sziléziában 1633-ban sikereket elérő, egyben a svédekkel titkos tárgyalásokat folytató Wallensteint II. Ferdinánd meggyilkoltatta.
1634-ben a császári sereg visszafoglalta Regensburgot, és Nördlingen mellett a nagy nördlingeni csatában spanyol támogatással legyőzte Weimari Bernát hadát. (1634. szeptember 6.) A fővezér elmenekült, a svédek vezére, Horn gróf, fogságba esett. A nördlingeni csatavesztés az észak-német protestáns fejedelmeket, akik már eleve jobban tartottak a svédektől, mint a császártól, békére bírta. De a császárnak most sokkal többről kellett lemondani, mint amennyivel 1629-ben, sőt 1631-ben is biztosíthatta volna hatalmát és birodalma nyugalmát. A prágai békében (1635. május 30.) elismerte a protestánsok jogait, és eltörölte az Edictum Restitutionist. Ezzel a liga feloszlott. A béke azonban nem lehetett tartós, hiszen Franciaország még nem kapta meg azt, amit akart, nevezetesen a spanyol tartományokat, és Svédország sem rendezte ügyeit a császárral.

## Svéd–francia szakasz (1635–1648)

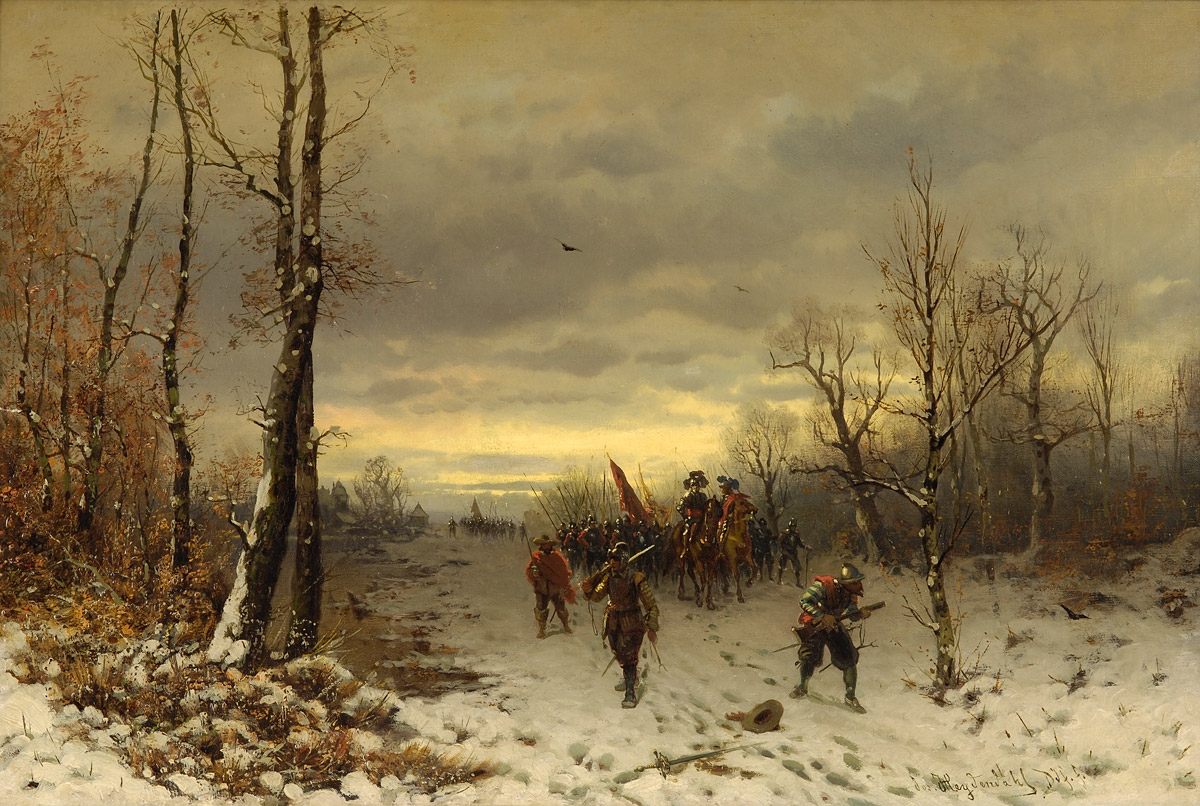
Jelenet a háborúból. Josef F Heydendahl (1844–1906) romantikus festménye

A háború utolsó szakasza a franciák hadüzenetével kezdődött. Richelieu bíboros országa egyedül maradt és kénytelen volt maga cselekedni. Hadüzenete a Habsburgok egyik országának, Spanyolországnak volt címezve, ezáltal az addig a svédeket pénzügyileg támogató franciák nyíltan beléptek a háborúba. Egyes francia csapatok már 1633-ban birtokukba vették Lotaringiát és több elzászi várat. 1635-ben a francia csapatok lerohanták Itália északi részét, Dél-Németalföldet és a Rajna vidékét. 1637-ben II. Ferdinánd Bécsben meghalt, ezáltal komoly remény ébredt a végleges békére. Ennek ellenére a harcok folytatódtak. Az időközben egymásra talált svéd és francia diplomácia szövetséget kötött, és még ugyanebben az évben Szászországban megjelentek a svéd csapatok. A Lennart Torstenson vezette svéd hadsereg 1642-ben betört Sziléziába, majd 1642. november 2-án Breitenfeldnél a Piccolomini és Lipót főherceg által vezetett császári hadsereget legyőzte, megszilárdítva szászországi pozícióit.
1642-től Mazarin bíboros lépett Richelieu örökébe, aki folytatta elődje külpolitikáját. Az ifjú Louis de Condé, Enghien hercege által vezetett francia csapatok 1643. május 19-én az Ardennekben, Rocroi-nál megsemmisítő vereséget mértek a spanyol csapatokra, akiknek a hátában szeparatista felkelés tört ki Portugáliában és Katalóniában. E vereséggel megtört a spanyolok katonai fölénye a szárazföldön, a portugál rendek utóbb angol segítséggel önállósodtak. 1643. november 16-án megszületett a gyulafehérvári egyezmény, amelynek értelmében Franciaország, Svédország és Erdély együttesen lépnek fel a császár ellen. 1644-ben a Turenne és Condé hercegek vezette francia seregek feldúlták Dél-Németországot, I. Rákóczi György erdélyi fejedelem pedig hadjáratot vezetett Észak-Magyarországra.
A Csehországot fenyegető svéd előretörés miatt a Habsburgok a dánokkal léptek szövetségre. A francia-Habsburg és a svéd-dán ellentétek ekkor már egyértelműen mutatták, hogy nem vallásháború zajlott, hanem politikai és hatalmi konfliktus. A svédek azonban vereséget mértek a dán flottára, egyúttal bevonultak a Jütland-félszigetre és a dánok által ellenőrzött német területre, Holsteinbe. 1645-ben a franciák megverték a bajor haderőt, míg a dán határról visszatérő Torstenson benyomult Morvaországba és Alsó-Ausztriába. Ezzel párhuzamosan Nápoly fellázadt a spanyol uralom ellen, a francia csapatok Condé herceg vezetésével 1648-ban újra legyőzték a Lipót főherceg által irányított spanyolokat Lensnál.
Ezután Franciaországban a parlament, a nemesség és az egész francia polgárság a háború befejezését követelte, ráadásul megkezdődött a Fronde nemesi ellenállási mozgalom, amely sok belpolitikai bonyodalmat okozott. Mindkét tábor békét akart. A Habsburgok osztrák ágának kimerültsége és diplomáciai elszigeteltsége nyilvánvalóvá vált. A háború utolsó hadműveletére ugyanott került sor, ahol kezdetét vette: 1648-ban egy svéd sereg ostrom alá vette Prágát. A védősereg és a helybéli lakosság megvédelmezte a várost, de a svédeknek sikerült kifosztaniuk a strahovi kolostort és könyvtárát.

## I. Rákóczi György fejedelem és a harmincéves háború (1643–1645)
Bethlen Gábor halála után egy esztendeig második felesége, Brandenburgi Katalin uralkodott (1629–1630), akit a fejedelem végrendeletében jelölt ki utódjává. Az erdélyi rendek azonban ellenséges érzülettel voltak iránta, és hamarosan lemondatták. Erdély fejedelme I. Rákóczi György (1630–1648) lett, akinek uralkodása nyugodt életet, békés gyarapodást hozott. 1631-ben megegyezett II. Ferdinánd magyar királlyal a béke megtartásáról. Magánvagyonát és a kincstár birtokait jelentős mértékben gyarapította, birtok- és vagyonelkobzási perekkel számolt le belső ellenzékével.
1643-ban hosszú várakozás után csatlakozott a svéd–francia szövetséghez, és a protestáns vallásszabadság védelme címén bekapcsolódott a harmincéves háborúba. 1644. május 5-én a Kemény János parancsnoksága alatt álló erdélyi csapatok Drégelypalánknál megverték a császáriakat. Eközben Rákóczi fejedelem Észak-Magyarországon vezetett hadjárata során elfoglalta Kassát. 1645-ben az erdélyi seregek behatoltak Morvaországba és május 28-án Brünn mellett egyesültek Torstenson svéd erőivel. Az erdélyiek azonban keresték a megegyezést, így 1645-ben Linzben békét kötöttek III. Ferdinánddal.

## A linzi béke
A linzi béke I. Rákóczi György erdélyi fejedelem és III. Ferdinánd király békeszerződése, amelynek okmányait a két fél követei 1645. december 16-án Linzben cserélték ki. A béke számos pontjában megismételte az 1621–1622. évi nikolsburgi béke passzusait. Rákóczi Bethlenhez hasonlóan élete végéig megkapta a hét magyarországi megyét (Szatmár, Szabolcs, Bereg, Ugocsa, Zemplén, Abaúj, Borsod), valamint még Tokajt, Regécet, Tarcalt és Ecsed várát. Ugyanakkor Szabolcs és Szatmár megyéket életükre még fiai is örökölhették. Mindezekért a fejedelem megfogadta, hogy felbontja a franciákkal és a svédekkel kötött szövetségét, seregét pedig visszavonja az említett megyékbe és Erdélybe, továbbá többé nem avatkozik be a királyság ügyeibe. Mindemellett a magyar rendek számára a béke garantálta a szabad vallásgyakorlatot, valamint a rendi országgyűlés három hónapon belüli összehívását.

## A vesztfáliai béke

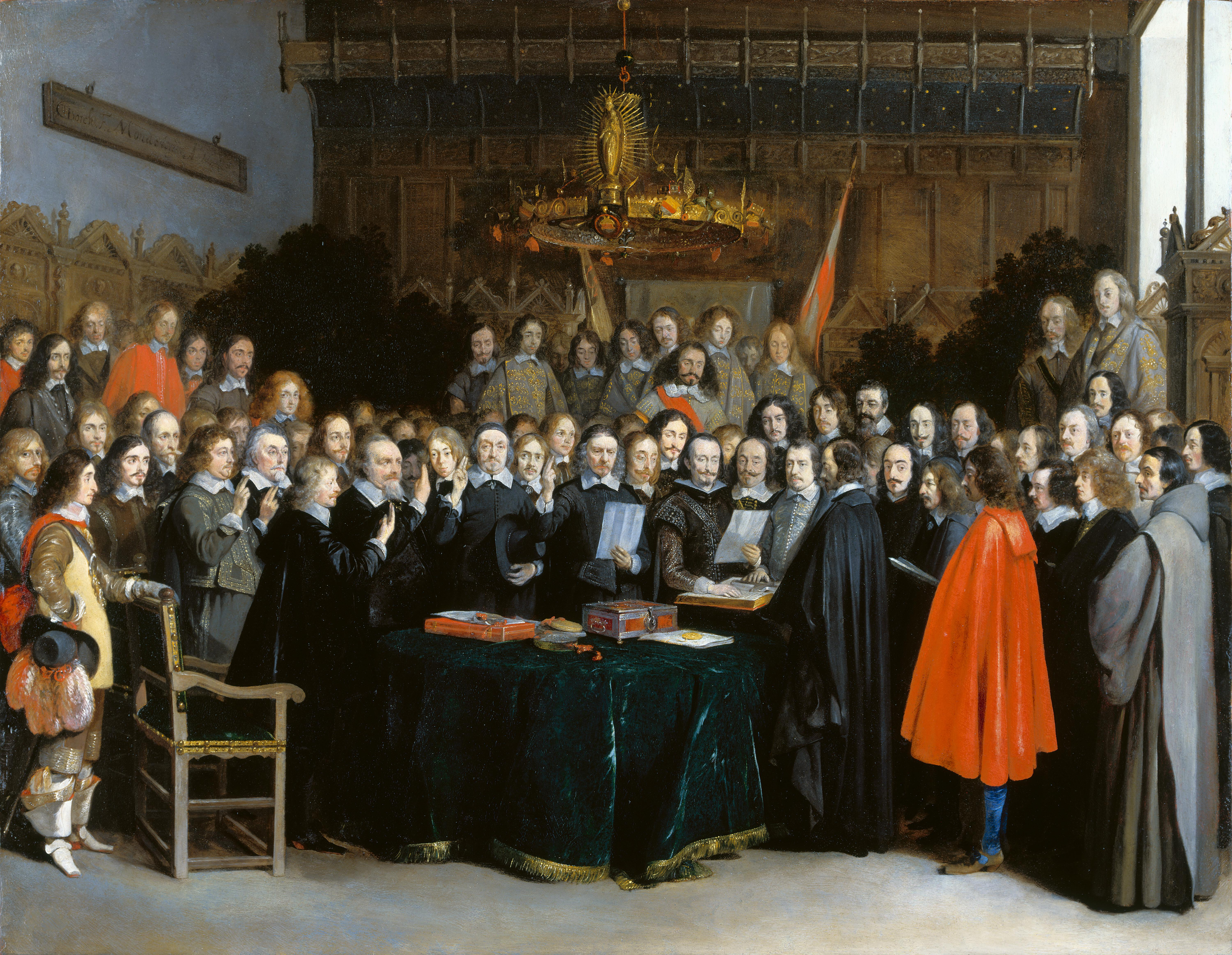
Gerard Terborch: A münsteri béke ratifikálása (1648)

A vesztfáliai békeszerződéseket 1648-ban több részletben kötötték meg. A Habsburgok a Holland Egyesült Tartományokkal és Svédországgal Osnabrückben, a Francia Királysággal és a birodalom protestáns fejedelmeivel Münsterben írták alá a békeszerződést. Elismerték a Holland Egyesült Tartományok és Svájc elszakadását és függetlenségét a Német-római Birodalomtól. A Svéd Birodalom megszerezte a Balti-tenger német partvidékét, Franciaország megkapta Elzászt, valamint megerősítették Metz és Verdun birtoklásában. Brandenburg és a Bajor Hercegség is területeket nyert. A békeszerződések azonban garantálták a szabad hajózást a Rajnán, tiltva minden fél számára a hajóforgalom akadályozását vagy új adók kivetését. Az osnabrücki békeszerződésben foglaltak alapján a vallásügy rendezéséhez normaévül ezentúl 1624 szolgált: az augsburgi vallásbéke innentől kiterjedt a reformátusokra is. Miután Pfalzot 1623-ban megfosztották választófejedelemségi rangjától, a béke megkötése után helyette Bajorország vált a „nyolcadik választófejedelemséggé”.

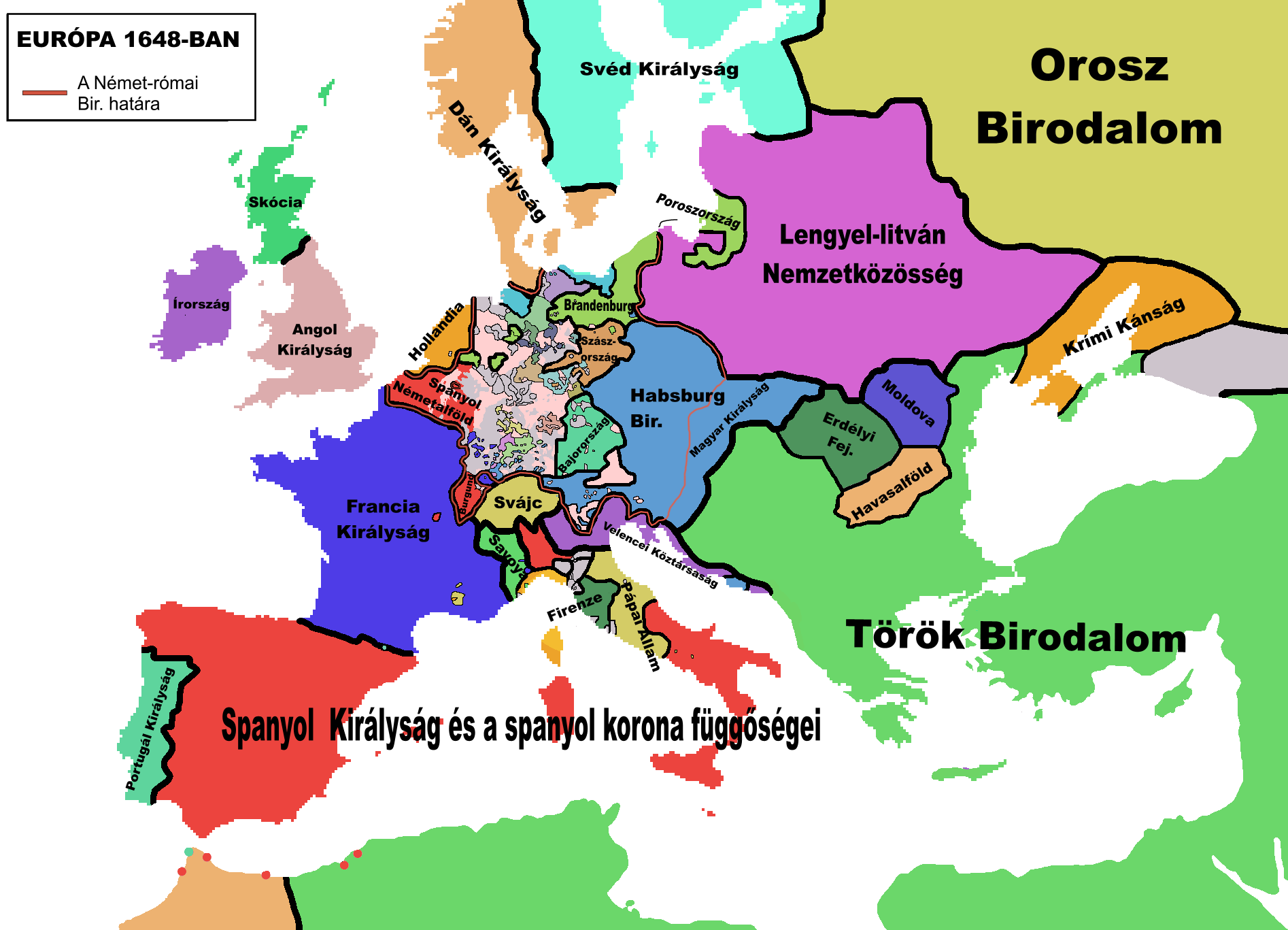
Európa a vesztfáliai béke után

A birodalom fejedelmei jogot kaptak az önálló külpolitikára (ius foederationis), így a birodalom csupán több száz független állam halmaza maradt. A császár külpolitikai döntéseit és a törvényhozást viszont a birodalmi gyűlés jóváhagyásához kötötték, ahol a több mint kétszáz állandó tagnak egyhangúlag kellett volna döntenie; így a birodalmi gyűlés döntésképtelenné vált. A Német-római Császárság széttagoltsága tovább erősödött. Spanyolország nagyhatalmi pozíciója megszűnt, a Habsburg-ház politikai súlypontja a Közép-Duna-medence felé tolódott. A Habsburg-dinasztia azonban nem szenvedett teljes vereséget; az osztrák és cseh tartományokban felszámolta a rendiséget, ami lehetőséget teremtett az abszolutizmus kiépítésére.
Az 1648-as esztendő szimbolikus év lett az európai kontinens történeti emlékezetében. Az óriási diplomáciai erőfeszítés és az európai szintű békére való törekvés civilizációs hatásai csak jóval később értek be. A béke nemcsak lezárt egy hosszú háborút, hanem utat is nyitott a független államokból álló új Európa megközelítéséhez.
A magyar történetírás ritkán hangsúlyozta, hogy Erdély önálló államiságának elismerése is megtörtént 1648-ban. Az Erdélyi Fejedelemség mint a franciák és a svédek szövetségese került be a békeszerződésekbe, Erdélyt szuverén országnak, a térség stabilizáló hatalmának tekintették.

## A harmincéves háború hosszú távú következményei

A Német-római Császárság 1648-ban

A hatalmas áldozatokkal járó háború során a Német-római Császárság – ellentmondásos becslések alapján – elvesztette népességének 25 vagy akár 40%-át. A demográfiai veszteséget a német államok csak a 18. századra tudták kiheverni (ebben a növekedésben közrejátszott a bevándorlás is: svájciak Bajorországba és hugenották Brandenburgba települése). A vesztfáliai béke garantálta a birodalom államainak az önálló külpolitikát is. Ezzel a német-római császárok elvesztették addigra már névlegesnek számító európai politikai hegemóniájukat. A Birodalom városai elveszítették meghatározó szerepüket.
Egyes észak-német területek hosszú időre svéd, illetve dán fennhatóság alá kerültek. Pomeránia svéd uralma lehetővé tette, hogy a svédek német és lengyel területeket támadjanak; Pomeránia, Bréma és Verden a nagy északi háborúig bezáróan a Baltikum vezető hatalma, a Svéd Királyság uralma alatt állt. Két német hercegség, Schleswig és Holstein már 1460 óta perszonálunióban állt a Dán Királysággal, és csak 1864-ben, a porosz–osztrák–dán háború során sikerült visszaszerezni.
A háború hosszú távú következményei közé sorolható, hogy Franciaország megszerezte a nagyhatalmi státuszt és harcba indult az európai hegemóniáért. A megosztott Német-római Császárságban teret nyert a francia befolyás: Mazarin bíboros a francia érdekek támogatására létrehozta az 1658-as Rajnai Szövetséget, más néven Rajnai Ligát, melybe 50 rajnai herceg és a Mainzi Érsekség lépett be. A Lengyel–Litván Unió területén az erős franciabarát párt vezetője lett a király, ez lehetővé tette, hogy a franciák az 1670-es években támogassák a magyarországi Habsburg-ellenes rendi mozgalmat.
Bár Spanyolország a háború során több vereséget is elszenvedett, ennek ellenére meg tudta tartani dél-németalföldi pozícióit. A spanyol-francia háború az osztrák Habsburgokkal való 1648-as békekötés után is folytatódott, egészen 1659-ig. A spanyoloknak 1648-ban el kellett ismerniük Hollandia függetlenségét, ráadásul Portugália szuverén állammá vált, véget vetve a hat évtizedes spanyol-portugál perszonáluniónak. Mindezek következtében a Spanyol Királyság végleg elveszítette nagyhatalmi helyzetét, s burgundiai és spanyol-németalföldi birtokai ellen a 17. század második felében Franciaország sorozatos támadásokat intézett.

## A magyar katonák szerepe a harmincéves háborúban
Magyarország szerepe a harmincéves háborúban katonai szempontból nem a nyugati frontokon mutatkozott meg, a magyar katonaság inkább saját területén maradt. A császári hadsereg nem szívesen alkalmazott magyar katonaságot németországi, vagy dániai harcokban, mivel a magyar lakosság a 17. század elején egy jelentős részben protestánsokból állt és minthogy a háborúnak erős volt a vallási jellege, és a protestánsok a katolikus Habsburg uralkodóval szemben sok rosszat szenvedtek el, sőt a végvári katonaság rosszul fizetettsége miatt is igen elégedetlen volt, kockázatos lett volna protestáns magyarokat protestáns cseh, német, svéd, vagy dán erők ellen felsorakoztatni. Viszont az is tény, hogy az erdélyi fejedelmek hadjáratai alatt a magyarok zöme, tisztán nemzetiségi okból, átállt az ő oldalukra. Amúgy a Habsburgok egyes félelmei a magyar protestáns főurak átállásáról nem voltak megalapozottak, mivel igen sok főúri család cseh- és morvaországi birtokokkal bírt, amelyek jelentős jövedelemforrást biztosítottak nekik (amelyeknek jövedelme meghaladta a magyarországi birtokállományok jövedelmét), úgyhogy nem kockáztatták ezek elvesztését a csehek felkelésének kirobbanásakor, a fehérhegyi vereség és az azt követő megtorlások, a közgondolkodásban „cseh lábra állítás”-ként szereplő abszolutizmus kiépítése pedig egyenesen elrettentették őket.
A háború első évei alatt többször toboroztak csapatokat Magyarországról, amelyek jelentősen szerepeltek a cseh-pfalzi háborúban, de 1623 után a császári hadvezetés úgy értékelte, hogy a magyarok túlságosan hajlanak a Bethlenhez való átállásra, ezért jóval kevesebb magyart tartottak fegyverben és alkalmaztak később, dánok, svédek, szászok, a német fejedelmek és a franciák elleni harcokban. Egy-egy fontosabb ütközetben, mint az 1631-es breitenfeldi csatában, jelentős számú magyar egységek vettek részt, de a háborúban a császári hadsereg több kozák, horvát és lengyel lovaskatonát alkalmazott. A horvátok jelenléte azért is lehetett stabilabb és megbízhatóbb, mivel katolikusokként már a 16. század óta lojálisabbak voltak a Habsburgokhoz, mint a magyarok és a későbbiekben is kapóra jönnek a Habsburgok számára.
Heinrich von Dampierre egykori császári főparancsnok ismerte és nagyra tartotta a magyarok vitézségét. A sors fintora, hogy épp magyar fegyverek által esett el. Dampierre előszeretettel használt magyar katonákat, főleg lovasokat.